# Isophyllia rigida
Isophyllia rigida is een rifkoralensoort uit de familie van de Mussidae. De wetenschappelijke naam van de soort is voor het eerst geldig gepubliceerd in 1848 door Dana.